# Bert Hopwood
Hertbert (Bert) Hopwood (1908-1996) is een Britse constructeur van motorfietsen. Hij werkte voor de bekende merken Ariel, BSA, Norton en Triumph. Hopwood wordt gerekend tot de belangrijkste motorconstructeurs van Groot-Brittannië, samen met Edward Turner en zijn leermeester Val Page.

## Motorconstructeur
Hopwood ging al vroeg van school om bij Ariel onder de bekende constructeur Val Page als leerling te gaan werken. Hier werkte indertijd ook Edward Turner, de ontwerper van de Ariel Square Four.
Nadat de latere Ariel-eigenaar Jack Sangster in 1936 het merk Triumph opkocht, ging hij hier - weer met Edward Turner - de Triumph "Speed Twins" ontwerpen. De van de Speed Twins afgeleide modellen bleven tot in 1983 in productie.
Hopwood kreeg in 1946 ruzie met Edward Turner over de deelname aan races en vertrok naar concurrent Norton, dat hem in 1947 contracteerde. Hopwood ontwikkelde hier de motor voor de Norton Dominator. Aanvankelijk weigerde Norton de machine op de markt te brengen, maar na het vertrek van Hopwood in 1948 gebeurde dit alsnog. De machine bleef tot in de jaren zestig te koop, maar de motor hield het in licht gewijzigde vorm vol tot in 1977.
Bert Hopwood was inmiddels vertrokken naar BSA, dat in 1951 Triumph weer overnam. In 1955 vertrok hij opnieuw naar Norton, dat inmiddels tot de Associated Motor Cycles groep was toegetreden. Helaas ging het erg slecht met AMC, waar alleen de merken Norton en Francis-Barnett winst boekten. In 1957 was Hopwood korte tijd directeur van AMC.
Edward Turner was bij de overname door Sangster in 1936 directeur van Triumph geworden, en haalde Bert Hopwood in 1961 als zijn opvolger naar Meriden. Toch ontwikkelde hij voor de Triumph/BSA-groep de BSA A10, de BSA A75 Rocket 3 en de - vrijwel identieke - Triumph T150 Trident.

## Miskende projecten
Bert Hopwood heeft minstens drie keer een project opgezet dat door de toenmalige directie in de kast werd gezet, maar dat - achteraf - belangrijk zou zijn geweest voor de Britse motorfietsindustrie:
- In 1943 werkte Hopwood bij Triumph als vervanger van Edward Turner, die boos naar BSA was vertrokken. Hij ontwierp een 700cc-viercilinder die 50 pk leverde. Turner keerde in dat jaar echter terug en stopte het project onmiddellijk. Triumph ging voornamelijk ten onder aan de komst van Japanse viercilinders. Wat zou er gebeurd zijn als ze zelf al 25 jaar ervaring met dit type motor hadden gehad? Toch was het besluit van Turner niet onbegrijpelijk: De oorlogsproductie liep op volle toeren en de "Speed Twin", die beiden samen hadden ontwikkeld, stond klaar om na de Tweede Wereldoorlog het succes van vóór de oorlog weer op te pakken, hetgeen ook gebeurde.
- Rond 1961 vroeg Edward Turner aan Hopwood om hem op te volgen als directeur van Triumph. Hopwood aanvaardde de functie. Hij begon te werken aan een driecilinder, die door de leiding van de BSA groep werd afgewezen. In 1968, toen de dreiging vanuit Japan duidelijk werd, werd het project met grote haast weer opgepakt. Dit resulteerde in de Triumph Trident en de BSA Rocket 3.
- Begin jaren zeventig had Hopwood voorgesteld om een modulaire productiewijze in te voeren, om op die manier kosten te drukken. Hij wilde er een aantal nieuwe luchtgekoelde modellen mee gaan maken. Dit werd niet opgepakt door de directie, maar John Bloor, die in 1991 geheel nieuwe Triumphs introduceerde, werkte er de eerste jaren mee. Dit bedrijf bestaat nog steeds.

## Schrijver

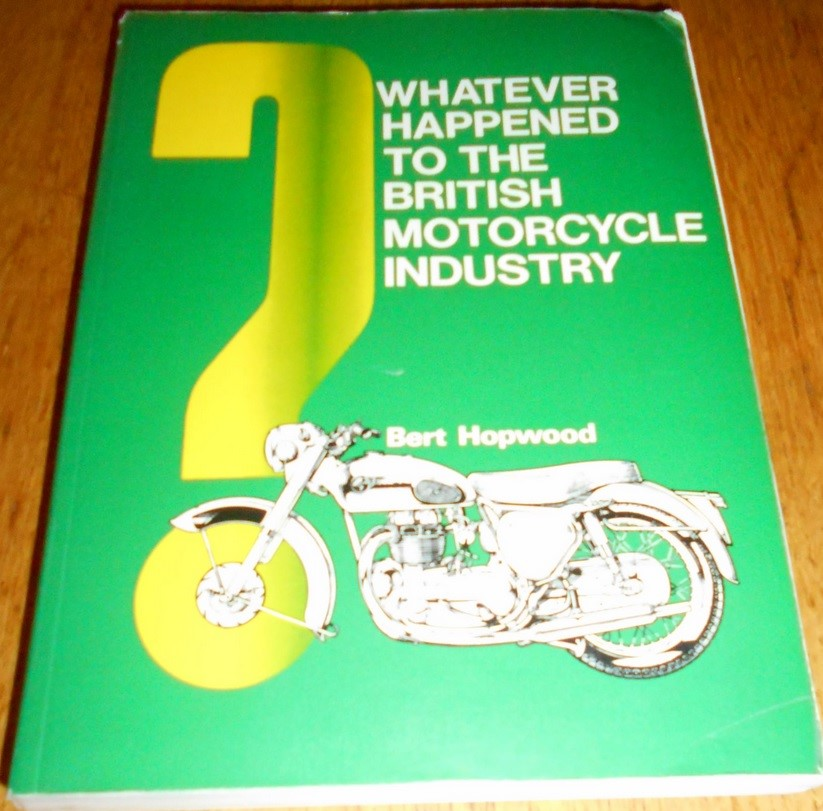

Hopwood schreef het boek "Whatever Happened to the British Motor Cycle Industry" dat in 1981 uitkwam (Haynes, ISBN 0854292411), en dat deels autobiografisch is.